# El Aouana
El Aouana (în arabă العوانة) este o comună din provincia Jijel, Algeria.
Populația comunei este de 13.273 de locuitori (2008).